# Камулен
Камулен — ручей на северо-западе Камчатского края в России.
Протяжённость ручья составляет 12 км. Протекает по территории Пенжинского района Камчатского края. Впадает в Охотское море.
Гидроним имеет корякское происхождение, однако его точное значение не установлено.

## Данные водного реестра
По данным государственного водного реестра России относится к Анадыро-Колымскому бассейновому округу.
По данным геоинформационной системы водохозяйственного районирования территории РФ, подготовленной Федеральным агентством водных ресурсов:
- Код водного объекта в государственном водном реестре — 19100000112220000055045